# Myron Ebell
Myron Ebell es un lobista estadounidense, y director de "Calentamiento Global y Política Ambiental Internacional" en el "Instituto de la Empresa Competitiva" (CEI, por sus siglas en inglés), un grupo libertario con base en Washington D. C.. También es presidente de la Coalición de Cooler Heads, una organización formada en 1997 y que se presenta como "enfocada en disipar los mitos de calentamiento global exponiendo análisis de riesgos, económicos, y científicos defectuosos". En esas organizaciones, Ebell ha sido promotor de la negación del cambio climático, propagando sus puntos de vista a los medios de comunicación y a miembros políticos.
En septiembre de 2016, Ebell fue nombrado por el entonces candidato a la presidencia de Estados Unidos, Donald Trump, para que liderara su equipo de transición de la Agencia de Protección Ambiental (EPA, por sus siglas en inglés). Ebell, quién no es un científico, ha sido descrito como negacionista del cambio climático.

## Educación y carrera temprana
Ebell creció en un rancho ganadero de 810 hectáreas, en Oregón. Se graduó en la Universidad de Colorado donde se especializó en filosofía, para posteriormente obtener una maestría en teoría política por parte de la Escuela de Economía de Londres. Hizo estudios de posgrado en Historia en la Universidad de California en San Diego y en Peterhouse, Cambridge. En Inglaterra conoció a una mujer de Albuquerque, con quien contraería matrimonio.
Tras retornar a Estados Unidos, Ebell trabajó en una serie de puestos de política pública en Washington, tomando posiciones conservadoras sobre derechos de propiedad, tierras federales y especies en peligro de extinción. En diciembre de 1995, es contratado por el senador Malcolm Wallop quien acababa de fundar Frontiers of Freedom Institute (Instituto Fronteras de Libertad), cuyo interés era promover los derechos de propiedad y hacer crítica de las regulaciones ambientales, como la Ley de Especies en Peligro de Extinción

## Negacionismo del calentamiento global
En una reunión de abril de 1998, Ebell fue uno de una docena de expertos en relaciones públicas y representantes de grupos de presión quienes emitieron el plan de "Comunicaciones de la ciencia del clima global", con el objetivo de persuadir "a una mayoría del público estadounidense" de que “existen incertidumbres importantes en la ciencia de clima". Con esto, se pretendía convencer el público y a políticos de que la Ciencia era falible y podía ser ignorada. Las compañías ExxonMobil, la carbonera Southern Company y el Instituto Norteamericano del Petróleo, estuvieron representadas en la reunión, y hubo propuestas de financiación por parte de las industrias.
Después de esa reunión, ExxonMobil empezó a financiar "Frontiers of Freedom", en la que Ebell era miembro. En 1999, Ebell es transferido al Instituto de la Empresa Competitiva; y de 1998 a 2005, ExxonMobil proporcionó al CEI 2 millones de dólares para financiarla.
En octubre de 2006, el senador democrático Jay Rockefeller y la senadora republicana Olympia Snowe enviaron una carta bipartita a Rex Tillerson, el nuevo presidente de ExxonMobil, acerca de su financiación a varios grupos, declarando "Tenemos la esperanza que los reportes de que ExxonMobil pretende acabar su financiación a las campañas de negación de cambio climático por parte del Instituto de la Empresa Competitiva, sea cierta." Por su parte, en 2007, Ebell declaró: "La financiación no tiene relevancia. No estamos obligados con nuestros donantes, porque no les decimos: 'Si nos das este dinero, haremos este proyecto'", y puntualizó:"Ni siquiera puedo revelar quién nos apoya en el calentamiento global". En ese tiempo, CEI fue financiado por Petroleum Institute, Dow Compañía Química, Eli Lilly y Co. y William A. Dunn, de Dunn Capital Management. Durante agosto de 2015, el CEI recibió fondos de la corporación  Murray Energy Corporation, una empresa carbonera. Ebell respondió que el presupuesto de su grupo era de 6 millones de dólares, una cantidad mucho menor que la del Fondo de Defensa Ambiental.